# Praça Pereira Parobé

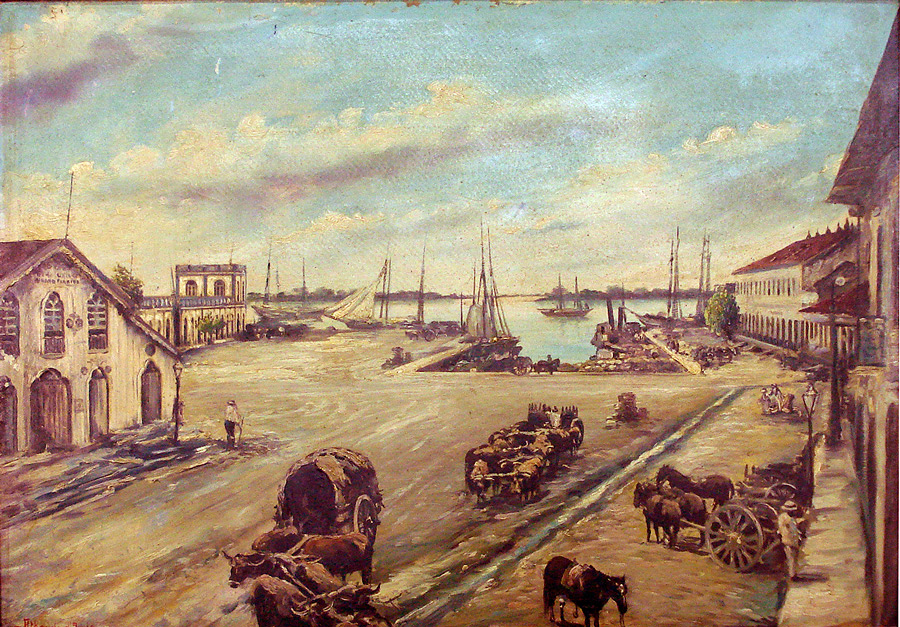
Athayde d'Avila: Doca das Frutas (c.1880). Acervo do Museu Júlio de Castilhos

A Praça Pereira Parobé (atualmente denominada Terminal Pereira Parobé) é um logradouro histórico localizado no Centro Histórico de Porto Alegre, a capital do estado brasileiro do Rio Grande do Sul.
É popularmente conhecida como Praça Parobé. O logradouro, hoje, de fato não é mais do que um complexo viário e comercial situado ao lado do Mercado Público de Porto Alegre, e conta com terminal rodoviário e bancas de produtos como hortaliças e frutas. Esta última atividade, aliás, parece ser a de maior ligação com o passado histórico da região, que na verdade é um aterro sobre o que foi, um dia, a Doca das Frutas, uma doca portuária para o abastecimento do mercado e da cidade.
Sofrendo constante assoreamento e sendo de dimensões reduzidas, o que impedia o atraque de embarcações grandes, a doca foi aterrada em 1919, e em seu lugar estava prevista a construção de um teatro, o que não chegou a se concretizar, sendo em vez destinada como logradouro público pelo intendente Otávio Rocha, em 1925, servindo como terminal dos bondes que vinham dos bairros Navegantes e São João. Sua denominação atual data deste mesmo ano, homenageando o insigne engenheiro, professor, político e ex-secretário de Obras Públicas do Estado, João José Pereira Parobé.
Em 1935, o prefeito Alberto Bins mandou instalar um abrigo para os passageiros dos bondes e pequenos estabelecimentos comerciais. Nesta época a praça ainda era ajardinada e possuía o belo chafariz de bronze que anteriormente servira de água o povo na Praça XV de Novembro e que hoje está instalado no Parque Farroupilha. Na enchente de 1941 a urbanização do logradouro foi severamente danificada, õ ajardinamento foi removido, e depois disso passou a ser usado como terminal de ônibus, função que desempenha até os dias de hoje.